# المنیظر
المنیظر (به عربی: المنیظر) یک منطقهٔ مسکونی در عربستان سعودی است که در استان عسیر واقع شده‌است.

## خصوصیات
المنیظر ۱٬۰۰۰ نفر جمعیت دارد و ۳۸۲ متر بالاتر از سطح دریا واقع شده‌است.